# Romanizare (lingvistică)
Romanizare transliterală și/sau transcriptivă sau latinizare desemnează în lingvistică reprezentarea unui cuvânt, text sau a unei limbi în alfabetul latin, atunci când respectivul cuvânt, text sau respectiva limbă se scrie cu un alt sistem de scriere. Metode de romanizare sunt transliterarea, reprezentarea textelor scrise, și transcrierea, reprezentarea cuvintelor vorbite. Cea din urmă se mai poate subdiviza în transcriere fonologică, ce înregistrează fonemele sau unitățile cu semnificație semantică în vorbire, și mai stricta transcriere fonetică, ce înregistrează cu precizie sunetele vorbirii. Fiecare romanizare fonetică are propriul set de reguli de pronunție a cuvintelor romanizate. 

## Metode
Există multe sisteme de romanizare consistente sau standardizate. Ele pot fi clasificate în funcție de  caracteristici. Caracteristicile unui anumit sistem pot fi mai potrivite pentru diverse aplicații, uneori contradictorii, inclusiv recuperarea documentelor, analiza lingvistică, citirea ușoară, pronunțarea.
- Sursa sau limba-donator - un sistem poate fi adaptat pentru a romaniza textul dintr-o anumită limbă sau o serie de limbi sau pentru orice limbă dintr-un anumit sistem de scriere. Un sistem specific limbii păstrează în mod tipic funcții de limbă precum pronunțarea, în timp ce cel general poate fi mai bun pentru catalogarea textelor internaționale.
- Țintă sau limbă-receptor - majoritatea sistemelor sunt destinate unui public care vorbește sau citește o anumită limbă (Așa numitele sisteme romanizatoare internaționale pentru textul chirilic se bazează pe alfabete central-europene precum alfabetul ceh și croat.).
- Simplitate - alfabetul latin de bază are un număr mai mic de litere decât multe alte sisteme de scriere, digrame, diacritice sau caractere speciale trebuie folosite pentru a le reprezenta pe toate în scriptul latin. Acest lucru afectează ușurința creării, stocării și transmiterii digitale, reproducerii și citirii textului romanizat.
- Reversibilitatea - posibilitatea restaurării originalului din textul convertit. Unele sisteme reversibile permit o versiune simplificată ireversibilă.

## Sisteme de romanizare
- Pentru limba chineză:
  - pinyin
  - Wade-Giles
- Pentru limba japoneză:
  - Hepburn